# Gialloparma
Gialloparma è un film del 1999, l'ultimo diretto da Alberto Bevilacqua, tratto dal suo omonimo romanzo edito nel 1997 per l'editore Arnoldo Mondadori Editore.